# The Browning
The Browning es una banda estadounidense de electronicore fundado en Kansas City, Misuri en 2005. La banda es conocida por ser la primera banda pionera en mezclar el EDM y deathcore. Inspirar una ola de nuevas bandas electronicore como Exotype, Tear Out The Heart, I See Stars y entre otros más.

## Historia
La banda fue formado a principios de 2005, que fue originalmente un proyecto en solitario de Jonny Mcbee (ex-As Blood Runs Black). A principios de 2009, el rapero Matt Keck se une a la banda. Juntos ya produjeron dos demos.
Más tarde en 2010, Matt Keck dejó la banda y se dedica a ser comediante, y apareció en Tosh.0 en un video titulado "I'm a Snake". Viene un cambio en el estilo como baterista Noah Robertson, el guitarrista Brian Cravey, y el bajista Jesse Glidewell,  se unen a la banda para trabajar en los dos EP. A finales de 2011, Brian Cravey fue sustituido por Collin Woroniak, y lanzaron su video de "Bloodlust". El primer álbum de la banda, "Burn This World", fue lanzado el 3 de octubre de 2011 firmando para Earache Records.
A inicios de 2012, la banda estuvo de gira con Fear Factory y Shadows Fall en el Noise in the Machine Tour. Durante este tiempo, el guitarrista de Drew Ellis se unió a la banda, haciendo su mayor alineación hasta la fecha. También recorrieron con la banda Static-X en Noise Revolution Tour. La banda se presentó con Full Force Festival en Alemania en el verano de 2012 y estuvo de gira en el Impericon Never Say Die! Tour Europeo en octubre de 2012.
El 16 de noviembre de 2012, se anunció que Noah Robertson y Jesse Glidewell se retiran de la banda. Drew Ellis cambió al bajo y Cody Stewart (ex-Serpents, ex-The Human Condition) fue invitado a unirse como su nuevo baterista. Jonny McBee es ahora el único miembro original.
El 2 de agosto de 2013, la banda anunció que lanzará un nuevo álbum titulado "Hypernova" través de Earache Records, así como el lanzamiento de una nueva canción de ese disco titulado Gravedigger.
El 27 de enero de 2015, que fue dicho a la audiencia que Alex Maggard sería el quinto miembro de la banda, por lo que la alineación de su más grande desde 2012. La primera gira que apareció en "The Confessions Tour", junto con Alesana, Capture the Crown, Conquer Divide, y The Funeral Portrait.
El 26 de julio de 2015, Collin Woroniak anunció a través de Facebook que estaría dejando la banda por razones desconocidas.

## Estilo musical
Aunque Jonny McBee, originalmente comenzó un proyecto entre crunkcore y rap metal, The Browning actualmente toca como una combinación entre metal con características electrónicas fuertes. Por el lado electrónico incorpora hardstyle, trance, electrónica y dubstep. Y por el otro lado metalero incorpora elementos metalcore y deathcore.

## Discografía
Álbumes de estudio
- 2011: Burn This World (Earache Records)
- 2013: Hypernova (Earache Records)
- 2016: Isolation (Spinefarm Records)
- 2018: Geist (Spinefarm Records)
- 2021: End Of Existence (Spinefarm Records)

EP
- 2010: Standing on the Edge
- 2011: Time Will Tell

Sencillos
- 2013: Gravedigger
- 2016: Pure Evil
- 2016: Dragon
- 2016: Disconnect
- 2016: Pathologic
- 2018: Carnage
- 2018: Final Breath
- 2018: Geist